# Serpente (jogo eletrônico)

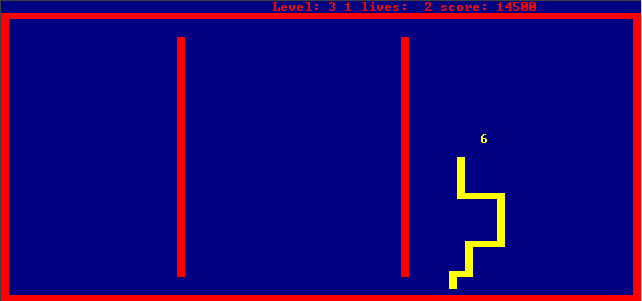
Versão para DOS

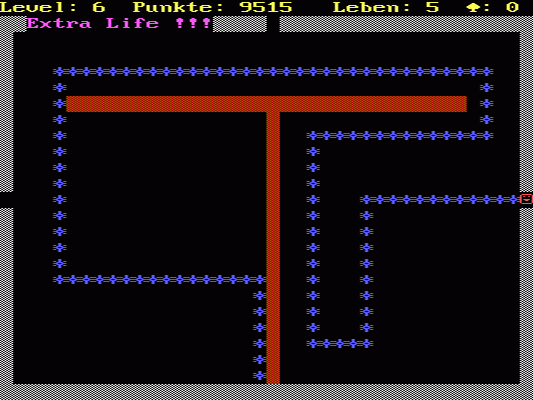
Versão CGA

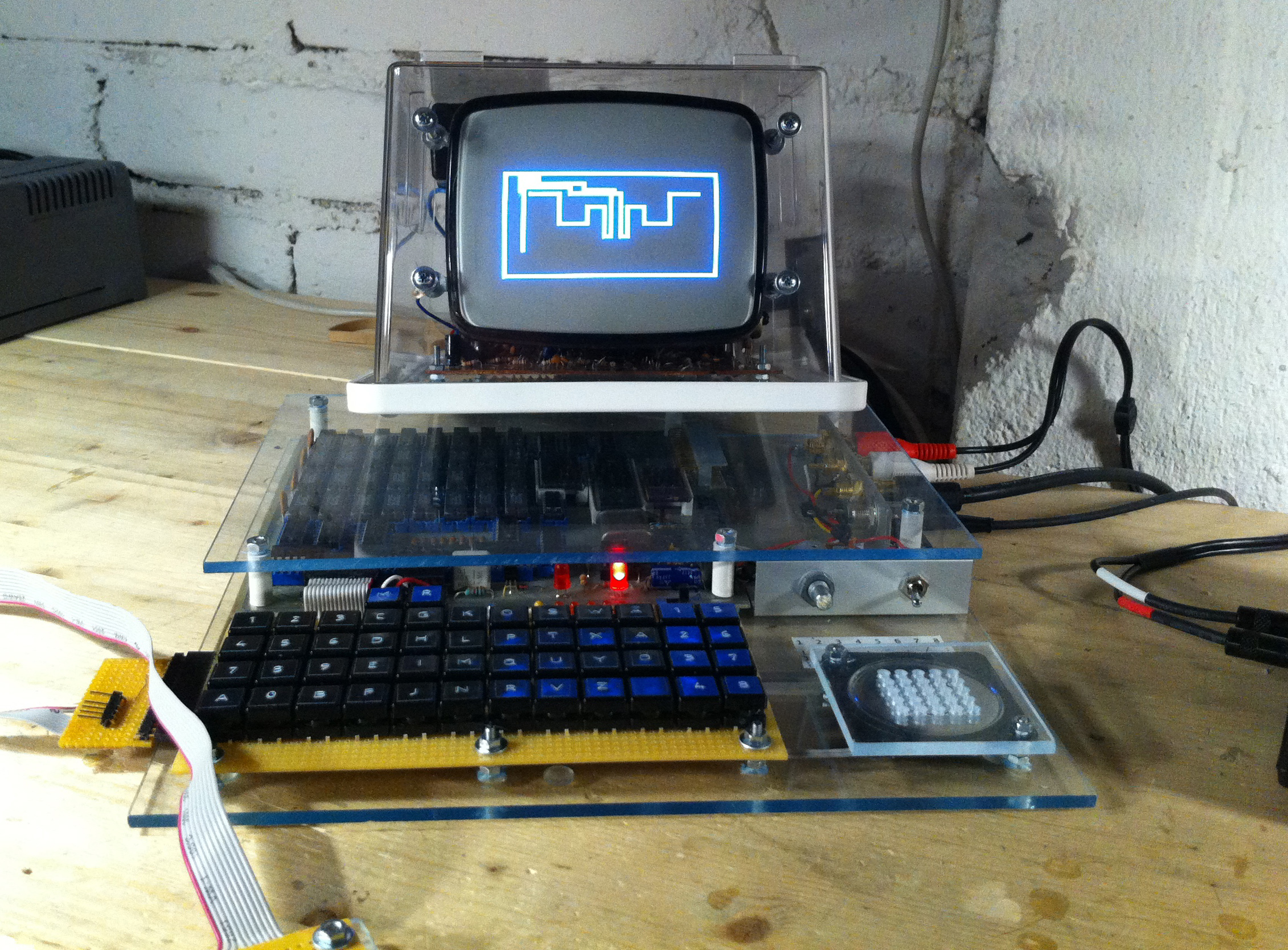
Snake (Ansapeli), Telmac 1800, 1978

Serpente (Snake, também conhecido como "jogo da cobrinha") é um jogo que ficou conhecido por diversas versões cuja versão inicial começou com o jogo Blockade de 1976, sendo feitas várias imitações em vídeo-games e computadores. O jogo foi lançado para celulares Nokia em 1998 e se tornou popular.
O jogador controla uma longa e fina criatura que se arrasta pela tela, coletando comida (ou algum outro item), não podendo colidir com seu próprio corpo ou as "paredes" que cercam a área de jogo. Cada vez que a serpente come um pedaço de comida, sua cauda cresce, aumentando a dificuldade do jogo. O usuário controla a direção da cabeça da serpente (para cima, para baixo, esquerda e direita) e seu corpo segue.
Algumas versões melhoradas incluem "Corrida do Meerca" e "Corrida do Meerca II", incluído no Neopets, além de Nibbles, similar à Serpente, que foi incluído no sistema operacional MS-DOS por um tempo.